# 学校のヤラシイ怪談 〜こんな恥ずかしい除霊させないで!〜
『学校のヤラシイ怪談 〜こんな恥ずかしい除霊させないで!〜』（がっこうのヤラシイかいだん 〜こんなはずかしいじょれいさせないで!〜）は、TinkerBellが2009年3月19日に発売したアダルトゲーム。2010年3月19日には、ミュージアムよりmintsレーベルとしてDVD-PGとして発売された。

## ストーリー
「放課後の学園内にいかがわしい噂が立っている」ことを耳にした生徒会長であるヒロイン雪村由香里は、学園内の見回りをしていると、誰も使っていない部屋でお札を発見する。そこで同級生である四ノ宮静に止められたが、意地になった雪村は牧瀬麻衣に命じてお札をはがさせてしまう。それから、学園内ではエッチな事件が多数発生するようになる。
なお、エンディングは全部で8種類あり、大きく分けてヒロインが堕ちてしまうものと、除霊に成功するものの2種類である。

## 登場人物
雪村 由香里（ゆきむら ゆかり）
声：一比未子
生徒会長。お札をはがして学園に霊を解放してしまう。テニス部に在籍している。気の強い女の子で必死に除霊しようと頑張るが、無理やり陵辱されたり、マニアックなプレイをさせられるなどの日々を送ることになる。
四ノ宮 静（しのみや しずか）
声：天天
のりがかるいお嬢様。弓道部所属。ヒロインで一番の巨乳。プチ霊能者だが、霊を払うなどはできず、いつもHな内容の除霊を提案して実行したりしている。
牧瀬 麻衣（まきせ まい）
声：あさり☆
新体操部所属の明るい女の子。霊に取りつかれやすい体質で何かあると真っ先に取りつかれやすく、エッチな目にあってしまう。幼児体型で貧乳なことを密かに気にしている。
江川 映子（えがわ えいこ）
声：杏露花梨
学園の先生。基本的には生徒想いの先生。お人好しで人の言うことをすぐに信じてしまう。選択肢の選び方次第ではエッチな目に遭うシーンがある。

## スタッフ
- 原画：牧だいきち
- シナリオ：バッハマンさんきち、ZEQU